# Чечерский, Фаустын
Фаустын Чечерский (1760, Вармия — 1832, Литва) — польский монах доминиканского ордена, доктор философии и теологии, участник борьбы за независимость Польши, политический ссыльный, исследователь Даурии.

## Биография
Родился в 1760 году в Вармии. Происходил из шляхетского рода. Учился при монастыре. Был приором доминиканского монастыря города Вильно.
За причастность к незаконной организации «Литовский союз» был приговорён Сенатом к пожизненной каторге и выслан в Нерчинский горный округ, где, будучи высокообразованным человеком, завоевал уважение со стороны заводского руководства и вместо каторжного труда проводил обучение чиновничьих детей, а также изучал природу Даурии.
После помилования в 1801 году Александром I возвратился в Литву и продолжил заниматься теологией.
В 1806 году написал мемуары о жизни в Сибири с 1797 по 1801 год, которые содержат ценные сведения об этнокультурных и социальных аспектах сибирской истории. Эти воспоминания были опубликованы уже после его смерти — в 1865 году.
Чечерский в числе первых оставил описание быта забайкальских эвенков.

## Сочинения
- Znaczniejszych prypadków pewnego z Syberii powrotnego Polaka w 1801. Warszawa-Wrocław, 1998.[1]